# Shannon Elizabeth
Shannon Elizabeth Fadal, född 7 september 1973 i Houston, Texas, är en amerikansk skådespelerska och modell. 
Hon är mest känd för sin roll som utbytesstudenten Nadia i American Pie, American Pie 2 och American Reunion. Hon har även medverkat i flera avsnitt av TV-serien That '70s Show, samt ingått i Ashton Kutchers program Punk'd.
Elizabeth var gift med skådespelaren Joseph D. Reitman från 2002 till 2005.

## Filmografi

### Film
| År   | Titel                     | Roll                     | Anteckningar                           |
| ---- | ------------------------- | ------------------------ | -------------------------------------- |
| 1997 | Jack Frost                | Jill Metzner             | Krediterad som Shannon Elizabeth Fadal |
| 1999 | American Pie              | Nadia                    |                                        |
| 2000 | Scary Movie               | Buffy Gilmore            |                                        |
| 2001 | Tomcats                   | Natalie Parker           |                                        |
| 2001 | American Pie 2            | Nadia                    |                                        |
| 2001 | Stjärnor utan hjärnor     | Justice                  |                                        |
| 2001 | Thirteen Ghosts           | Kathy Kriticos           |                                        |
| 2003 | Love Actually             | Harriet, den sexiga      |                                        |
| 2004 | Johnson Family Vacation   | Chrishelle Rene Boudreau |                                        |
| 2005 | Cursed                    | Becky Morton             | Cameo                                  |
| 2005 | The Kid & I               | Shelby Roman             |                                        |
| 2007 | The Grand                 | Toni                     |                                        |
| 2008 | Deal                      | Michelle                 |                                        |
| 2009 | Night of the Demons       | Angela Feld              |                                        |
| 2012 | American Reunion          | Nadia                    |                                        |
| 2019 | Jay and Silent Bob Reboot | Justice Faulken          |                                        |

### Tv
| År        | Titel                  | Roll      | Anteckningar                 |
| --------- | ---------------------- | --------- | ---------------------------- |
| 2003–2005 | That '70s Show         | Brooke    | 9 avsnitt                    |
| 2008      | Dancing with the Stars | Sig själv | Säsong 6 tävlande; 6:e plats |